# Serra da Mutuca
A serra da Mutuca é um contraforte montanhoso da serra do Espinhaço no estado brasileiro de Minas Gerais. Etimologicamente, a denominação dessa região se refere a uma mosca da família Tabanidae — a mutuca.